# LG Uplus
LG Uplus Corp. (em coreano:  LG유플러스; estilizado como LG U+, é uma operadora de celular coreana de propriedade da LG Corporation, sendo o quarto maior conglomerado da Coreia e empresa controladora da LG Electronics. Anteriormente era conhecida como LG Telecom.
A operadora adotou seu nome atual após a fusão de julho de 2010 com outras duas subsidiárias de telecomunicações da LG, Dacom e Powercom.
A LG U+ oferece uma variedade de serviços móveis. BankOn é um dos mais populares Banco móvel de serviços na Coreia do Sul e MusicOn é uma e-store de música.

## História
Após a decisão da Korea Telecom, empresa estatal de telefonia, de vender seu negócio de celular a investidores privados em 1994, o governo sul-coreano abriu o setor de telecomunicações à concorrência. A LG entrou no mercado de comunicações sem fio em 1996, adquirindo uma licença CDMA em junho e fundou uma nova operadora chamada LG Telecom, que construiu uma rede nacional de celular digital. Em outubro de 1997, a operadora de telefonia móvel foi lançada.

## References
1. ↑  Koichi Kato (10 de abril de 2014). «Top four chaebol generate 90% of South Korean conglomerate profits». Nikkei Asian Review
2. ↑  «About LG U+». LG U+